# Coming Out of the Dark
Coming Out of the Dark ist ein Lied von Gloria Estefan aus dem Jahr 1991, das von ihr, Emilio Estefan und Jon Secada geschrieben wurde. Es erschien auf dem Album Into the Light.

## Geschichte
Coming Out of the Dark ist die erste Single nach dem Gloria Estefan am 20. März 1990 bei einem Verkehrsunfall schwer verletzt wurde und sich nur langsam von den Unfallfolgen erholte. Sie verarbeitete nicht nur ihre Geschehnisse im Lied, sondern widmete es auch ihrem Mann. Die Inspiration fiel durch einen Satz, den ihr Mann auf einen Blatt Papier schrieb, der zum Titel des Liedes wurde und von dem Hubschrauber, mit dem Estefan ins Krankenhaus geflogen wurde. Sie berichtete gegenüber Billboard: "My husband had been in one of the helicopters traveling from one hospital to the other. It was really dark and gray, and he was traumatized. He got this ray of light that hit him in the face, and he got the idea for 'Coming Out of the Dark'" (deutsch: Mein Mann war mit im Hubschrauber dabei, der mich ins Krankenhaus flog. Es war wirklich dunkel und grau, er war traumatisiert. Ihn blendete ein Lichtstrahl ins Gesicht und er hatte die Idee für Coming Out of the Dark).
Die Veröffentlichung war am 10. Januar 1991, in den Vereinigten Staaten und Kanada wurde die Pop-, Soul- und Gospelballade ein Nummer-eins-Hit.

## Musikvideo
Zu Beginn des Musikvideos beendet ein Hausmeister seine Arbeiten an der Bühne und fragt, ob noch jemand da ist. Nachdem er keine Reaktion vernehmen konnte, geht er in den Feierabend und Gloria Estefan betritt die Bühne. Sie singt das Lied und geht durch den ganzen Saal. Zwischendurch werden Szenen von einem Chor und alte Konzertaufnahmen von Estefan eingeblendet. Während der Rest des Clips in Farbe in Farbe gezeigt wird, sind letztere Aufnahmen in Schwarzweißfotografie zu sehen. Das Musikvideo wurde in MTV Europe sehr oft gezeigt, obwohl das Lied in den europäischen Charts wenig Anklang fand.

## Chartplatzierungen
| ChartsChartplatzierungen       | Höchstplatzierung | Wochen |
| ------------------------------ | ----------------- | ------ |
| Deutschland (GfK)              | 45 (14 Wo.)       | 14     |
| Schweiz (IFPI)                 | 28 (1 Wo.)        | 1      |
| Vereinigte Staaten (Billboard) | 1 (19 Wo.)        | 19     |
| Vereinigtes Königreich (OCC)   | 25 (5 Wo.)        | 5      |

| ChartsJahrescharts (1991)      | Platzierung |
| ------------------------------ | ----------- |
| Vereinigte Staaten (Billboard) | 34          |

## Coverversionen
- 2005: Jon Secada